# Cancioneiro da Ajuda
El Cancioneiro da Ajuda és un cançoner medieval copiat entre 1290 i 1330, un dels tres caçoners conservats de la literatura galaicoportuguesa. És un pergamí manuscrit in folio, escrit per una sola persona amb lletra gòtica i nombroses miniatures. Pren el seu nom de la ciutat portuguesa d'Ajuda, propera a Lisboa. Es conserva an la Biblioteca del Palau Reial d'Ajuda. Restà incomplet: apareixen els texts poètics, però no s'acabaren les miniatures ni es copià la música, que té un espai reservat sota els versos de la primera estrofa de cada cantiga.
Conté únicament cantigues d'amor, un tipus de composició lírica d'indubtables orígens provençals. Recull un total de 310 cantigues, de les quals 56 són comunes a les del Cancioneiro da Vaticana i 189 a les del Cancioneiro Colocci-Brancuti, ambdós posteriors al d'Ajuda. És el més antic dels tres principales cançoners galaicoportuguesos conservats i el més fiable de tots per estar elaborat en l'època trobadoresca a la cort d'Alfons X de Castella.
Les primeres edicions completes daten de 1824 i 1849, encara que l'edició clássica és la realitzada per Carolina Michaëlis de Vasconcelos el 1904.